# Vilém Kurz
Vilém Kurz (Havlíčkův Brod, 23 dicembre 1872 – Praga, 25 maggio 1945) è stato un pianista e docente cecoslovacco.

## Biografia
Kurz nacque a Německý Brod, l'attuale Havlíčkův Brod, Boemia nel 1872. Diventò professore al Conservatorio di Stato di Leopoli e Vienna e al Conservatorio di Praga.
Tra i suoi studenti figurano sua figlia Ilona Štěpánová-Kurzová, Rudolf Firkušný, Eduard Steuermann, Artur Rodziński, Břetislav Bakala, Pavel Štěpán, Stanislav Heller, František Maxián, Gideon Klein, Rafael Schächter, Viktorie Švihlíková, Stefanija Ivanivna Turkevyč-Lukijanovyč, Ilja Hurník, Drahomir Toman, Zdeněk Jílek e Matusja Blum.
I suoi metodi di insegnamento erano largamente basati su quelli di Teodor Leszetycki e dei suoi allievi che incontrò durante il periodo in cui insegnava a Leopoli. Successivamente furono ulteriormente sviluppati dalla figlia Ilona Štěpánová-Kurzová.
Morì a Praga nel 1945.

## Concerto per pianoforte in Sol minore di Antonin Dvořák
Kurz è noto per la sua rielaborazione della parte solista del Concerto per pianoforte in Sol minore op. 33 di Antonín Dvořák, che era stato originariamente composto nel 1876. Per oltre un decennio dopo la prima esibizione del concerto, subì negligenza e sdegno critico. Un'osservazione comune per molti anni fu che la parte per pianoforte era scritta "come se fosse per due mani destre".
Quando aveva circa 20 anni, Kurz intraprese una revisione della parte solista ed è questa versione che viene frequentemente eseguita. Da quel momento, la versione originale e quella di Kurz sono state stampate insieme nell'edizione critica della partitura di Otakar Šourek, una sotto l'altra, in modo che il solista possa scegliere quale versione eseguire. La versione Kurz è diventata una parte del repertorio standard di pianoforte. Il materiale orchestrale originale di Dvořák non è influenzato dalla scelta del solista. Nel 1919 Ilona Kurzová eseguì la prima esecuzione della versione Kurz del concerto, diretta da Václav Talich. Questa revisione fu in seguito adottata e registrata da Rudolf Firkušný, che negli anni '50 introdusse anche alcuni tagli al primo e al terzo movimento. Negli anni '70 abbandonò tutte le revisioni a favore della versione originale di Dvořák.
Supraphon, la casa discografica ceca, ha pubblicato un compact disc sul quale Ivan Moravec interpreta la versione Kurz, con l'Orchestra Filarmonica Ceca diretta da Jiří Bělohlávek, mentre Radoslav Kvapil suona lo spartito originale del compositore, con l'Orchestra Filarmonica di Brno diretta da František Jílek.